# Rollercoaster - Il grande brivido
Rollercoaster - Il grande brivido (Rollercoaster) è un film statunitense del 1977 diretto da James Goldstone e prodotto dalla Universal Pictures. Insieme a Terremoto, La battaglia di Midway e Battaglie nella galassia è stato uno dei quattro film creati in Sensurround dalla Universal Studios.

## Trama
Un ragazzo finge di pescare mentre osserva con cura le montagne russe del vicino parco dei divertimenti. Poco dopo lo si vede piazzare dell'esplosivo sotto i binari. Proprio quella sera, in seguito alla detonazione, le carrozze deragliano, seminando morte e panico. Si dà per buona l'ipotesi dell'incidente e viene chiamato l'ispettore Harry Calder, del servizio antinfortunistico, ad indagare. Lui stesso, infatti, ha ispezionato qualche mese prima le montagne russe, non trovandovi alcun difetto.
Poco tempo dopo, in un altro parco scoppia un incendio. Anche in questo caso si pensa ad un incidente. Calder cerca di informarsi e viene a sapere che cinque presidenti di cinque fra le maggiori compagnie che operano nei parchi dei divertimenti, inclusi quelli dei due parchi sabotati, sono in viaggio verso Chicago. Così li raggiunge e scopre che si sono riuniti per ascoltare un nastro arrivato ad uno di loro. Sul nastro una voce dice che continuerà con gli attentati fino a che non riceverà un milione di dollari.
I sei, nella stanza d'albergo, non sanno di essere spiati dall'anonimo sabotatore, che viene definito “furbo” da Calder. Vengono chiamati i federali, che prendono in mano il caso. Calder viene contattato al telefono dal dinamitardo, gli dice che lui è l'unico di cui si fida, perché è l'unico che abbia capito quanto lui possa essere pericoloso. Harry si trova quindi costretto a collaborare con i federali per consegnare i soldi. Lo scambio verrà effettuato in un altro parco dei divertimenti. Dopo vari giri su diverse attrazioni, i soldi vengono consegnati al ricattatore. Ma le banconote sono segnate, quindi inutilizzabili. Si profila, dunque, un altro sabotaggio...

## Produzione

### Cast
L'attore protagonista George Segal, ai tempi delle riprese, aveva già preso parte a numerose pellicole tra le quali Il giorno più lungo del 1962 e California Poker del 1974. Nel film appare, nel ruolo della figlia di Harry Calder, Tracy, un'allora adolescente Helen Hunt, futuro premio Oscar nel 1998. In un cameo, durante l'inaugurazione del Revolution, appaiono gli Sparks in concerto.

### Riprese
Le riprese del film sono avvenute nello stato della California a Los Angeles, Beverly Hills e Valencia. Nello stato della Virginia a Norfolk e Doswell e nello stato dell'Illinois a Chicago.

#### Parchi presenti nel film
- Ocean View Amusement Park - Norfolk, Virginia, USA (non più esistente)
- Kings Dominion - Richmond, Virginia, USA (oggi Paramount's Kings Dominion)
- Magic Mountain - Valencia, California, USA (oggi Six Flags Magic Mountain)

#### Coaster presenti nel film
- The Rocket (Ocean View Amusement Park)
- Rebel Yell (Paramount's Kings Dominion)
- Revolution (Six Flags Magic Mountain)

## Distribuzione
La pellicola è stata distribuita nelle sale cinematografiche a partire dal giugno 1977. Il doppiaggio italiano è stato curato dalla CVD - Cine Video Doppiatori.

### Data di uscita
Alcune date di uscita internazionali nel corso del 1977 sono state:
- 10 giugno 1977 negli Stati Uniti (Rollercoster)[4]
- 30 settembre 1977 in Germania Ovest (Achterbahn)[5]
- 26 ottobre 1977 in Francia (Le toboggan de la mort)[6]
- 10 novembre 1977 in Italia[7]

### Home video
Il DVD, uscito in Italia il 9 novembre 2005, si differenzia dalla versione finora andata in onda in TV: sono infatti presenti due piccole scene, della durata di pochi secondi, che sono state doppiate ex novo proprio per il DVD (da differenti doppiatori).

## Accoglienza

### Incassi
Si è classificato al 82º posto tra i primi 100 film di maggior incasso della stagione cinematografica italiana 1977-1978.

### Critica
La critica ha dato un giudizio positivo alla pellicola giudicandola capace di tenere lo spettatore concentrato su quello che viene definito un vero poliziesco da togliere il fiato, specialmente per quello che si vede nella prima parte.